# Bassey William Andem
Bassey William Andem (né le 14 juin 1969 à Douala) est un footballeur camerounais. Lorsqu'il était joueur, il évoluait au poste de gardien de but.
William Andem participe à la Coupe du monde 1998 avec le Cameroun, en tant que gardien remplaçant.

## Palmarès
- Champion du Portugal en 2001 avec Boavista porto

- champion du Cameroun en 1990 , double vainqueur de la coupe du Cameroun en 1985 et 1992.

- champion de l'état du minas gerais en 1994 et  1996.

- vainqueur de la coupe du Brésil en 1996.

- vainqueur de la copa master supercopa en 1994